# Ogień zaporowy
Ogień zaporowy – sposób prowadzenia ognia przez pododdziały (oddziały) wojskowe.
- artyleryjski ogień obronny

Celem jest stworzenie zapory ogniowej, która ma uniemożliwić szturm na bronione pozycje. Ogień wykonywany jest przez, w miarę możliwości, ciągły ostrzał artyleryjski pasa ziemi pomiędzy pozycjami obrony a pozycjami nieprzyjaciela. Ogień zaporowy wykorzystywany był przede wszystkim w I wojnie światowej na froncie zachodnim.
- ogień obronny z broni maszynowej

Podobnie jak w przypadku ognia artyleryjskiego chodzi o stworzenie zapory ogniowej, jednak na mniejszą skalę. Zazwyczaj używane wtedy, gdy trzeba osłonić kogoś (np. medyka, rannego) lub coś (np. beczki z chemikaliami). Tworzony przez ciągły ostrzał z broni maszynowej w danym kierunku.